# Тапольца
Тапольца (венг. Tapolca) — город на западе Венгрии в медье Веспрем. Население — 15 823 человека (на 1 января 2014). Город Тапольца окаймлён четырнадцатью базальтовыми горными конусами, сплошь покрытыми виноградниками. Город построен в месте, где в древние времена плескались волны Паннонского моря. Город знаменит своими карстовыми пещерами и представляющим собой геологическую редкость подземным озером в пещере Таваш, открытым в 1902 году.

## Курорт Тапольца

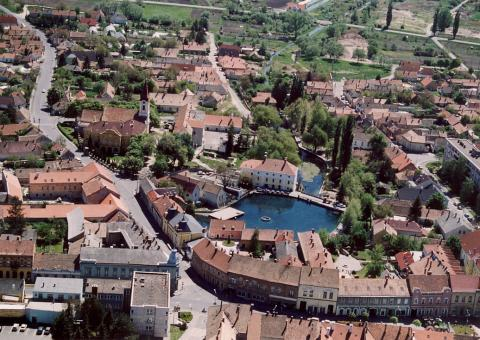
Аэрофотосъёмка

Одна из городских пещер — Таваш, — славится не только красивыми видами. В лечебных целях с 1981 года используется пещера, расположенная под городской больницей и обнаруженная в 1925 году. Благодаря её особенному микроклимату, характеризующемуся постоянной температурой, высокой влажностью, отсутствием пыли и аллергенов в пещере уже несколько десятилетий успешно лечат больных с заболеваниями дыхательных путей. Это одна из пяти спелеолечебниц Венгрии.
Биоклиматические характеристики и размеры пещеры
- Глубина: 15 м
- Площадь: 1210 м²
- Объём: 3490 м³
- Температура: 14—16 °C
- Относительная влажность: 95—99 %
- Атмосферное давление: 750—778 мм рт. ст.

Показания для спелеотерапии: заболевания органов дыхания (бронхиальная астма, респираторные аллергозы, бронхиты, бронхоэктазы.
Топоним города произошёл от славянского слова «Topulcha», что означает «горячая вода». Термальные воды 18 источников питают теплое озеро, а маломинерализованные (М 1,2 г/л) гидрокарбонатно-сульфатные кальциево-магниевые воды используются в термальных бассейнах.

## Достопримечательности, окрестности

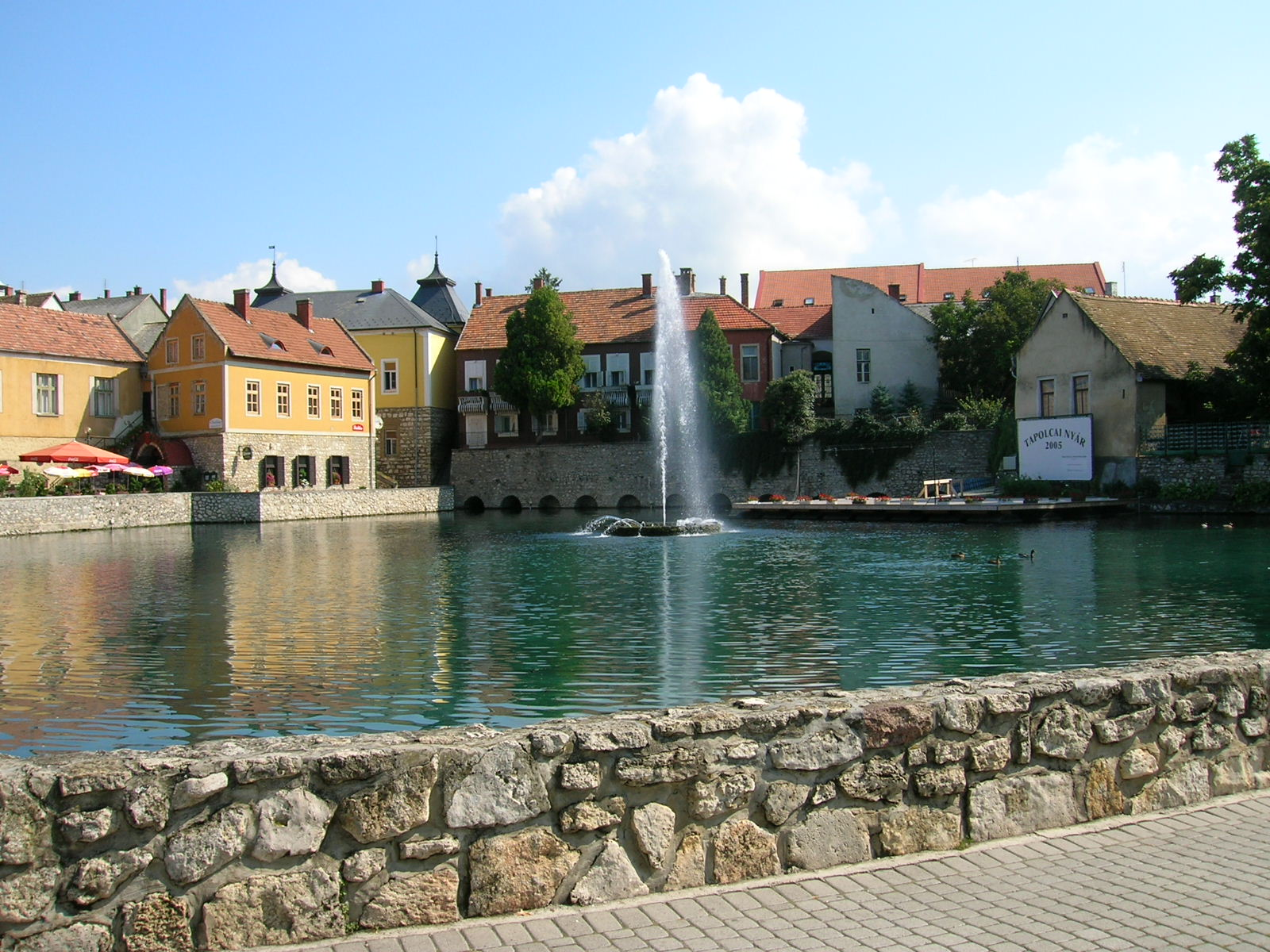
Озеро Малом

- Подземное озеро, по которому можно покататься на лодках.
- В центре города на берегу живописного теплого озера Малом, воды которого пополняют 18 источников, расположено здание мельницы, построенное в XIII веке.
- Городской и Школьный музеи.
- Горы Баконь, покрытые буковыми, дубовыми и сосновыми лесами с незапамятных времен считаются лучшими охотничьими угодьями.
- Винодельческий регион Бадачонь
- Национальный парк Прибалатонской возвышенности — 5 км
- Озеро Балатон — 10 км

## Население
| Год  | Численность | Численность |
| ---- | ----------- | ----------- |
| 2013 | 15 966      | [ 4 ]       |
| 2014 | 15 823      | [ 5 ]       |
| 2018 | 15 072      | [ 6 ]       |
| 2021 | 14 637      | [ 7 ]       |
| 2022 | 14 367      | [ 8 ]       |
| 2023 | 14 206      | [ 9 ]       |
| 2024 | 14 006      | [ 1 ]       |

## Города-побратимы
- Бьеловар, Хорватия
- Лемпяаля, Финляндия
- Ружинов, Словакия
- /  Солотвино, Украина / Австро-Венгрия
- Штадтхаген, Германия
- Шюмег, Венгрия
- Эсте, Италия

- Копейск, Россия[источник?]